# شاطئ الشراط

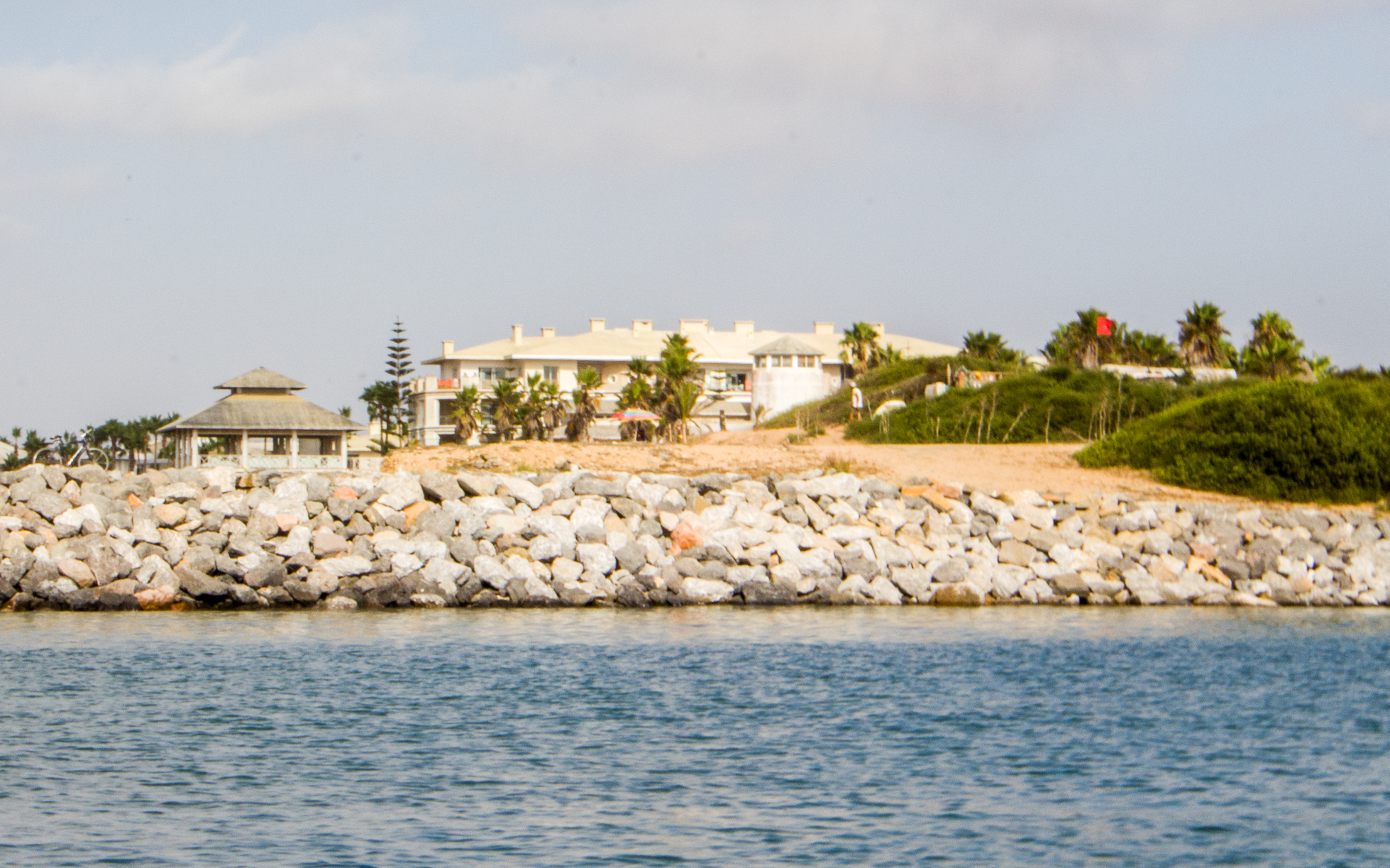
شاطئ الشراط من واد بوزنيقة

شاطئ واد الشراط هو واحد من الشواطئ 26 بجهة الدار البيضاء سطات، يقع على بعد 52.3 كم من مدينة الدار البيضاء. يقع هذا الشاطئ بمنطقة شبه حضرية، بحيث يبعد عن مركز مدينة بوزنيقة ب 6 كيلوميترات، على تراب جماعة الشراط، إقليم بنسليمان، جهة الدار البيضاء سطات.

## السياحة

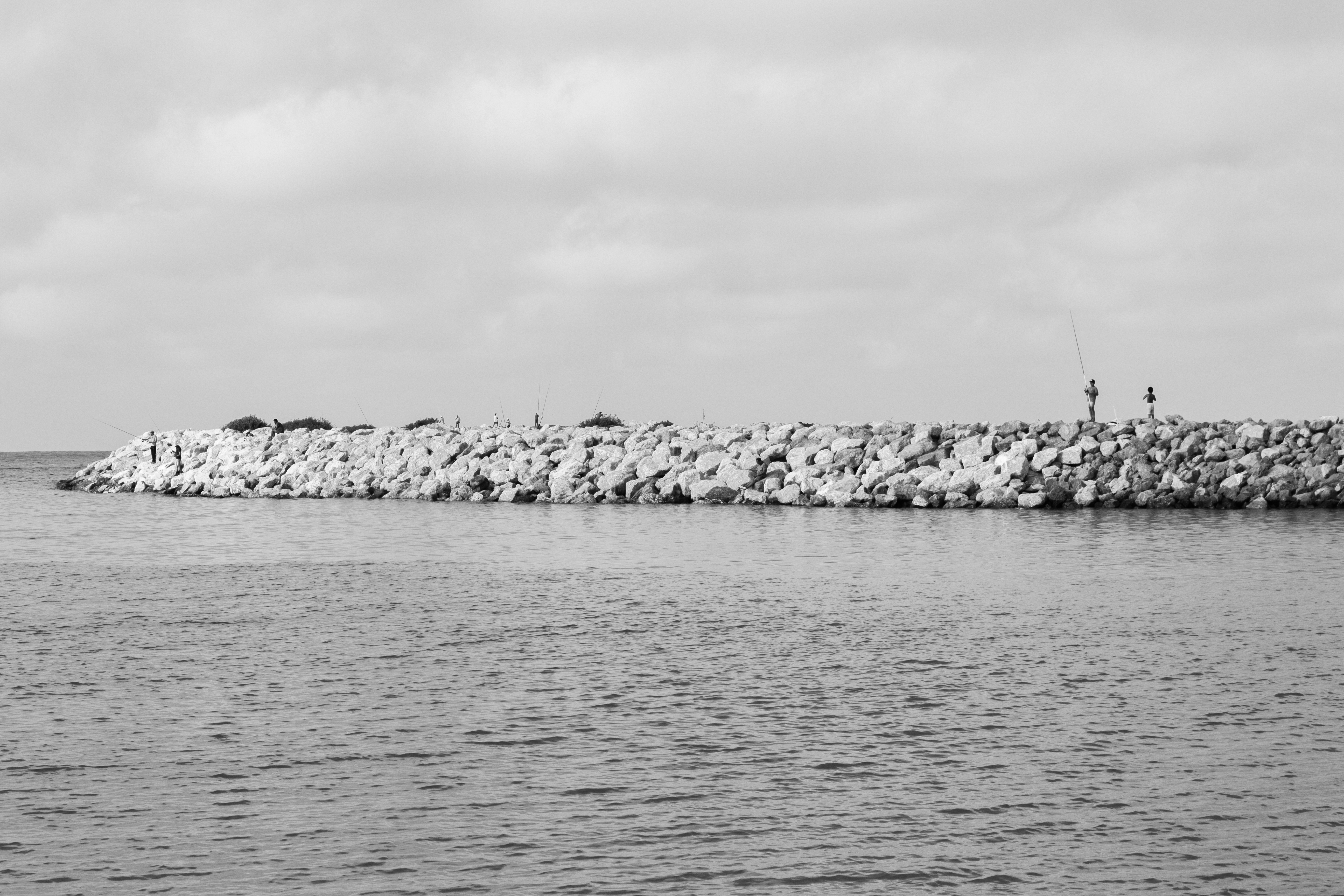
حاجز الأمواج من شاطئ الشراط

شاطئ الشراط عبارة عن شاطئ رملي ومكان للإستجامام خلال فصل الصيف. توجد بشاطئ الشراط تجهيزات مختلفة من مظليات ومقاهي وخدمات، كما يوجد به مركب سياحي مهجور. يعد هذا الشاطئ مكانا مفضلا لممارسة رياضة ركوب الأمواج والصيد بالقصبة، وتوجد على مشارفه تجزئات السكن الراقي. 